# Freeport (Pensilvânia)
Freeport é um distrito localizado no estado norte-americano de Pensilvânia, no Condado de Armstrong.

## Demografia
Segundo o censo norte-americano de 2000, a sua população era de 1962 habitantes.
Em 2006, foi estimada uma população de 1835, um decréscimo de 127 (-6.5%).

## Geografia
De acordo com o United States Census Bureau tem uma área de
3,1 km², dos quais 3,0 km² cobertos por terra e 0,1 km² cobertos por água. Freeport localiza-se a aproximadamente 349 m acima do nível do mar.

## Localidades na vizinhança
O diagrama seguinte representa as localidades num raio de 12 km ao redor de Freeport.